# Ryuho Kikuchi
Ryuho Kikuchi (菊池 流帆 Kikuchi Ryuho?, Iwate, 9 de diciembre de 1996) es un futbolista japonés que juega como defensa en el F. C. Machida Zelvia de la J1 League.

## Trayectoria
En 2019 se unió al Renofa Yamaguchi F. C. de la J2 League.

## Clubes
| Club                   | País  | Año       |
| ---------------------- | ----- | --------- |
| Renofa Yamaguchi F. C. | Japón | 2019      |
| Vissel Kobe            | Japón | 2020-2024 |
| F. C. Machida Zelvia   | Japón | 2025-     |

## Palmarés

### Títulos nacionales
| Título             | Club        | País  | Año  |
| ------------------ | ----------- | ----- | ---- |
| Supercopa de Japón | Vissel Kobe | Japón | 2020 |
| J1 League          | Vissel Kobe | Japón | 2023 |
| Copa del Emperador | Vissel Kobe | Japón | 2024 |
| J1 League          | Vissel Kobe | Japón | 2024 |